# Shaunette Renée Wilson
Shaunette Renée Wilson (Linden, 19 januari 1990) is een in Guyana geboren Amerikaans actrice. Ze is bekend van haar rol als Dr. Mina Okafor in de serie The Resident.

## Biografie
Wilson werd geboren in Guyana, maar groeide vanaf haar tweede levensjaar op in New York. Hier ging ze naar de Yale School of Drama, waar ze in 2016 haar Master of Fine Arts behaalde. Na een rol in de serie Billions werd ze in 2017 gecast voor The Resident, wat een jaar later voor het eerst op televisie verscheen. Wilson werd in 2021 aangekondigd als een van de acteurs in de nieuwe film in de Indiana Jones-filmreeks, Indiana Jones and the Dial of Destiny.

## Filmografie

### Films
| Jaar | Film                                  | Rol                | Opmerkingen |
| ---- | ------------------------------------- | ------------------ | ----------- |
| 2018 | A Kid Like Jake                       | Dream Mom          |             |
| 2018 | Black Panther                         | Dora Milaje (1992) |             |
| 2018 | White Flags                           | Her                | korte film  |
| 2023 | Indiana Jones and the Dial of Destiny | Agent Mason        |             |
| 2025 | Karate Kid: Legends                   | Mevrouw Morgan     |             |
| 2025 | BLKNWS: Terms & Conditions            |                    |             |
| 2025 | Queens of the Dead                    |                    |             |

### Televisie
| Jaar      | Film             | Rol             | Afleveringen* |
| --------- | ---------------- | --------------- | ------------- |
| 2017      | Billions         | Stephanie Reed  | 7             |
| 2018–2021 | The Resident     | Dr. Mina Okafor | 67            |
| 2025      | Washington Black | Big Kit         | 5             |

* Exclusief eenmalige gastrollen